# Budino
Il budino è una preparazione alimentare solitamente servita come dessert alla fine del pasto.

## Preparazione e varianti
È composto da una parte liquida, generalmente costituita da latte, da zucchero e da vari ingredienti o aromi che gli danno il gusto desiderato: frutta, cioccolato, nocciole, caramello, liquori, vaniglia e altri ancora. A questi si uniscono spesso degli ingredienti che servono a legare il composto, cioè a renderlo più corposo e solido.
I leganti sono frequentemente farina di grano, fecola di patate, semolino, riso, uova, gelatina animale (nota come colla di pesce) oppure carragenina: per prepararlo si seguono tecniche diverse a seconda del tipo.

### La famiglia dei crème caramel
Nei budini che derivano dalla famiglia dei crème caramel si sbattono insieme a freddo uova, latte, zucchero, ed eventuali altri ingredienti quali amaretti, rum, cacao, vaniglia. Si pone sul fuoco lo stampo in cui il budino andrà cotto, vi si versa dentro dello zucchero e lo si fa caramellare coprendo fondo e pareti.
Si travasa il composto di latte e uova nello stampo e si cuoce a bagnomaria sino a che si sia rappreso. Si lascia quindi raffreddare, dal momento che il dolce si gusta rigorosamente freddo. A questa famiglia appartengono il crème caramel, il latte brulè, il caffè in forchetta, il bonet, la crema rovesciata e le loro variazioni sul tema. Nei primi quattro il legante è costituito da uova, mentre nella crema rovesciata è costituito da panna.

### La famiglia delle bavaresi

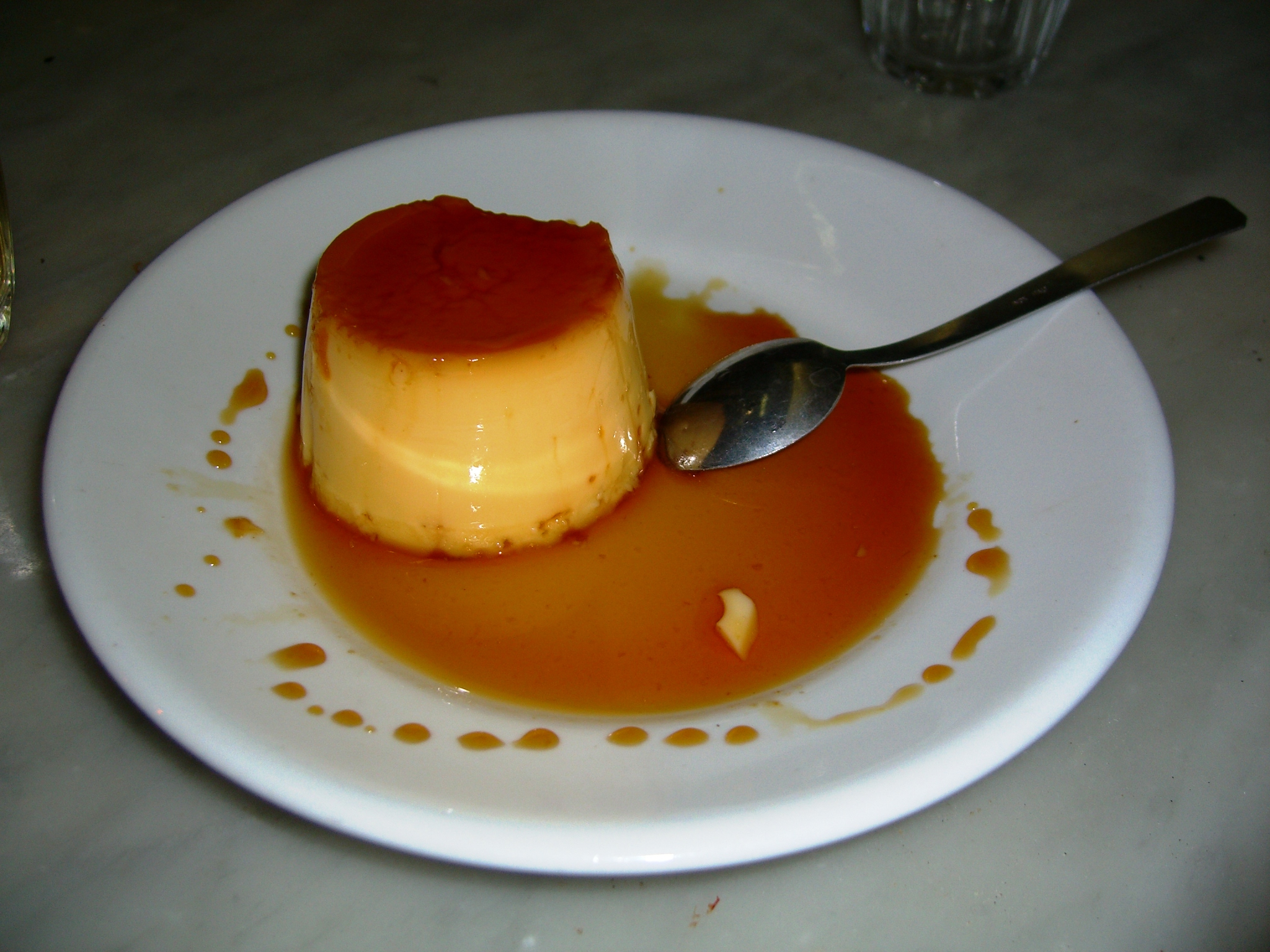
Crème caramel

Nei budini che derivano dalla famiglia delle bavaresi la base è costituita da crema inglese: si porta a ebollizione il latte con lo zucchero e vi si scioglie la colla di pesce precedentemente ammollata, cioè ammorbidita. Si sbattono i tuorli e gli altri ingredienti, incorporando da ultimo il latte zuccherato. Quindi si mette in casseruola il composto e lo si cuoce senza far bollire, mescolando a lungo.
Una volta cotto si lascia intiepidire mescolando di tanto in tanto, quindi si versa in uno stampo imburrato e si pone in frigo per ore, sino a che sia completamente freddo e ben rappreso. La preparazione segue le stagioni e vede l'aggiunta, a seconda di quanto è disponibile, di ingredienti diversi: frutta fresca o candita, confettura o marmellata, cioccolato o aromi diversi dalla vaniglia, caffè e così via.
A questa famiglia appartengono bavarese, panna cotta e i budini casalinghi, inclusi quelli che si comprano in preparati liofilizzati in busta. Questi ultimi permettono di preparare budini in gusti semplici quali vaniglia o cacao.

#### Origine della bavarese e del bavarese
Comunemente si definisce il dessert al femminile: la bavarese. Tuttavia il genere etimologicamente corretto è il maschile, in quanto deriva dal termine francese bavarois e perché sottintende la parola "budino": budino bavarese.
La bavarese era, in origine, una bevanda tipica della Francia e di là diffusa in tutte le zone d'oltralpe, un mangia-e-bevi, solitamente caldo, composto di tè, latte e liquore.

### La famiglia dei flan
Sono probabilmente tra le forme più antiche di budino, dal momento che ci sono riportate ricette dell'antica Roma di dolci a base di creme con uova, miele e latte, cotte e legate da farina. Tuttavia le ricette più comuni dell'epoca, molto probabilmente di derivazione greca, erano salate e quelle dolci erano un'eccezione. Dal momento che gli alimenti a base di uova erano considerati ricostituenti e molto salutari, le preparazioni ebbero fortuna e si diffusero, durante il Medioevo, in tutta l'Europa, tanto che si ritrovano spesso nei ricettari anche molto antichi, come il De Honesta Voluptate di Platina, datato 1476.

#### Etimologia del nome flan e sue accezioni
L'attuale parola flan viene dal francese antico flaon a sua volta derivato dal latino flado che significa crema. Secondo Alan Davidson, Oxford Food Companion, la medesima radice latina del nome fu usata dell'inglese medioevale dando origine ai termini flaton e flawn. A seconda dei paesi con il termine flan si intendono preparazioni leggermente diverse.
In inglese indica una crostata, probabilmente perché nel Medioevo i flan venivano spesso presentati come patinae, cioè su una base di pasta cotta, chiusa o aperta che fosse, esattamente come le nostre moderne crostate. In spagnolo e portoghese indica preparazioni come la crème caramel.
In italiano indica preparazioni salate cotte in stampo a bagnomaria, a base di besciamella e con una presenza di uova abbastanza ridotta. Di derivazione francese, sono molto diffusi nei territori che subirono l'influenza della Francia, come il Piemonte. Qui è tipico, ad esempio, il flan di cardi o di topinambur con bagna càuda e di asparagi, eventualmente con fonduta.
In generale, quindi, per flan si può anche intendere uno sformato, generalmente di verdure, piuttosto che un vero e proprio dolce.

### La famiglia delle creme in tazza

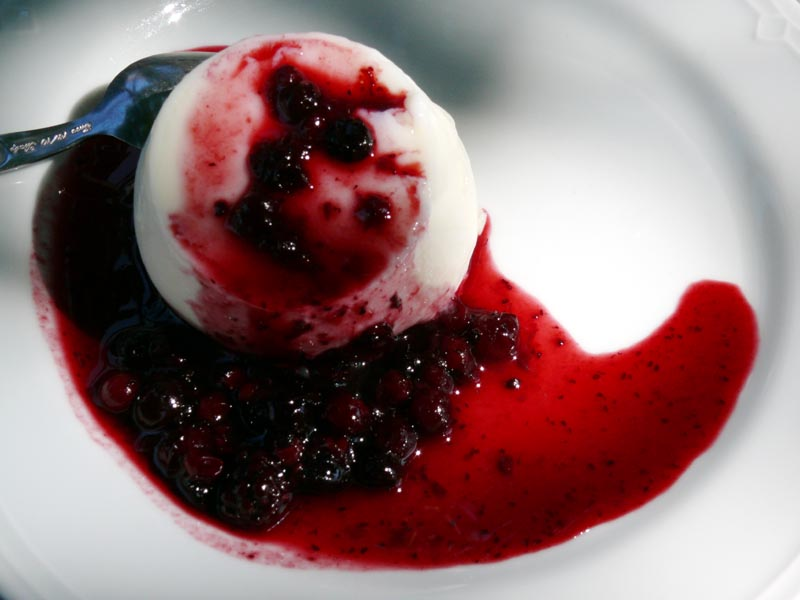
Panna cotta con frutta

Le creme in tazza vengono tenute ben legate e di una certa consistenza e presentate in formine, come fossero budini. Anche questo tipo di preparazione è molto antica. Possono essere quelle classiche come crema pasticcera, crema frangipane, crema di tapioca oppure essere passati di alcuni frutti, come le castagne. Possono anche essere a base di cereali (cui si accompagnano solitamente canditi), come il riso o, più raramente, il grano cotto.
Oggi le forme più diffuse di creme in tazza sono la crema catalana e i suoi derivati. Questa è una crema pasticcera alla vaniglia con copertura di zucchero che si fa caramellare a fiamma viva al momento di servire in tavola, solitamente in coppette individuali. La ricetta, che vede aggiunte di mandorle, pistacchi, limoni e frutti vari, è tipica della Spagna, del Portogallo e delle terre che furono ai due soggette, come il Messico e alcune colonie.
Un'altra ricetta molto antica è il montebianco, un passato di castagne cotte in acqua e zucchero, spremute in tazza con una tasca da pasticciere e guarnite di panna montata. Lo scuro delle castagne ricorda la terra, la panna la neve, la forma una montagna: di qui il nome montebianco.

## Presentazione e guarnizione
Quale che sia la ricetta, il budino viene solitamente preparato in uno stampo grosso o più stampi piccoli, variamente decorati, e a forma di tronco di cono o a punta emisferica. A ogni modo il problema tecnico è quello di far fluire l'aria per evitare fratture del dolce. 
Si può servire accompagnato o decorato da piccoli biscotti secchi di pasticceria, quali le lingue di gatto o gli amaretti, con creme come la panna montata o con frutta fresca, specie se frutti di bosco.